# 呼勒德追蛛
呼勒德追蛛（学名：Dendryphantes chuldensis）为跳蛛科追蛛属的动物。分布于蒙古以及中国大陆的内蒙等地。该物种的模式产地在蒙古。